# Honey Jet!!
Albums de Yui Horie
Darling
(2008) Himitsu
(2012)
Singles
Honey Jet!! est le 7e album solo de Yui Horie, sorti sous le label Star Child le 15 juillet 2009 au Japon.

## Présentation
L'album arrive 10e à l'Oricon. Il se vend à 15 563 exemplaires la première semaine et reste classé 5 semaines pour un total de 21 312 exemplaires vendus. Il contient des titres inédits ainsi que la chanson  Vanilla Salt présente sur le single Vanilla Salt, et les chansons Silky Heart et  Love Countdown présente sur le single Silky Heart. L'album sort au format CD et en édition limitée qui contient en plus un photobook.

## Liste des titres
| 1.  | Moment                       | ACOMPANAR                         | Yukari Kato (加藤有加利)      | 3:28 |
| 2.  | Jet!! (JET!!)                | Masumi Asano (あさのますみ)       | Shigenobu Ōkawa (大川茂伸)    | 4:07 |
| 3.  | Secret Garden                | Kumoko (雲子)                     | Kumoko (雲子)                 | 4:04 |
| 4.  | Prism                        | Kumoko (雲子)                     | Kumoko (雲子)                 | 3:56 |
| 5.  | Vanilla Salt (バニラソルト)  | Satomi                            | Funta7                        | 4:59 |
| 6.  | Spica (スピカ)               | Masumi Asano (あさのますみ)       | Youko Kuzuya (葛谷葉子)       | 3:39 |
| 7.  | Silky Heart                  | Satomi                            | Miki Fujisue (藤末樹)         | 3:54 |
| 8.  | Get up and Go                | Yūki Shirai (白井裕紀)            | Tomomi Moriguchi (森口友美)   | 4:02 |
| 9.  | Peppermint Days              | Karen Shīna (椎名可憐)            | Kouji Ueda (上田晃司)         | 4:34 |
| 10. | Love Countdown               | Yukari Hashimoto (橋本由香利)     | Yukari Hashimoto (橋本由香利) | 4:13 |
| 11. | Blue Rainy Days              | Haruyuki (春行)                   | Haruyuki (春行)               | 4:22 |
| 12. | Kimi no Soba ni (君のそばに) | Kumoko (雲子)                     | Kumoko (雲子)                 | 4:56 |
| 13. | Dear,,,                      | Shihomi・Kyouta Ōnishi (大西響太) | Shihomi                       | 1:51 |